# Zelotes frenchi
Zelotes frenchi är en spindelart som beskrevs av Tucker 1923. Zelotes frenchi ingår i släktet Zelotes och familjen plattbuksspindlar. Inga underarter finns listade i Catalogue of Life.